# San José de las Pilas, Poncitlán
San José de las Pilas är en ort i Mexiko.   Den ligger i kommunen Poncitlán och delstaten Jalisco, i den centrala delen av landet, 400 km väster om huvudstaden Mexico City. San José de las Pilas ligger 1 652 meter över havet och antalet invånare är 223.
Terrängen runt San José de las Pilas är varierad.  Trakten runt San José de las Pilas är nära nog obefolkad, med mindre än två invånare per kvadratkilometer. Närmaste större samhälle är Ocotlán, 12,7 km öster om San José de las Pilas. 